# Kebonagung (plaats in Pacitan)
Kebonagung is een bestuurslaag in het regentschap Pacitan van de provincie Oost-Java, Indonesië. Kebonagung telt 824 inwoners (volkstelling 2010).